# Castillo de Malbork
El castillo de Malbork o castillo de Mariemburgo en castellano (en alemán Ordensburg Marienburg, en polaco Zamek w Malborku), ubicado en Polonia, fue construido por la Orden Teutónica como una fortaleza militar al servicio de la Orden y denominado originalmente Marienburg (literalmente «Castillo de María»). La ciudad creció alrededor del castillo y recibió el mismo nombre, Malbork en la actualidad.
El castillo es un ejemplo clásico de fortaleza medieval; es el castillo más grande del mundo construido con ladrillo, en estilo gótico báltico, y uno de los más impresionantes de su tipo en Europa. El castillo y su museo forman parte de la lista Patrimonio de la Humanidad de la Unesco, añadido en diciembre de 1997.
El período de construcción es objeto de debate, pero la mayoría de los historiadores generalmente aceptan los 132 años transcurridos entre 1274 y 1406 como el tiempo de construcción. El castillo es un ejemplo clásico de fortaleza medieval y, tras su finalización en 1406, se convirtió en el castillo de ladrillo más grande del mundo.

## Historia

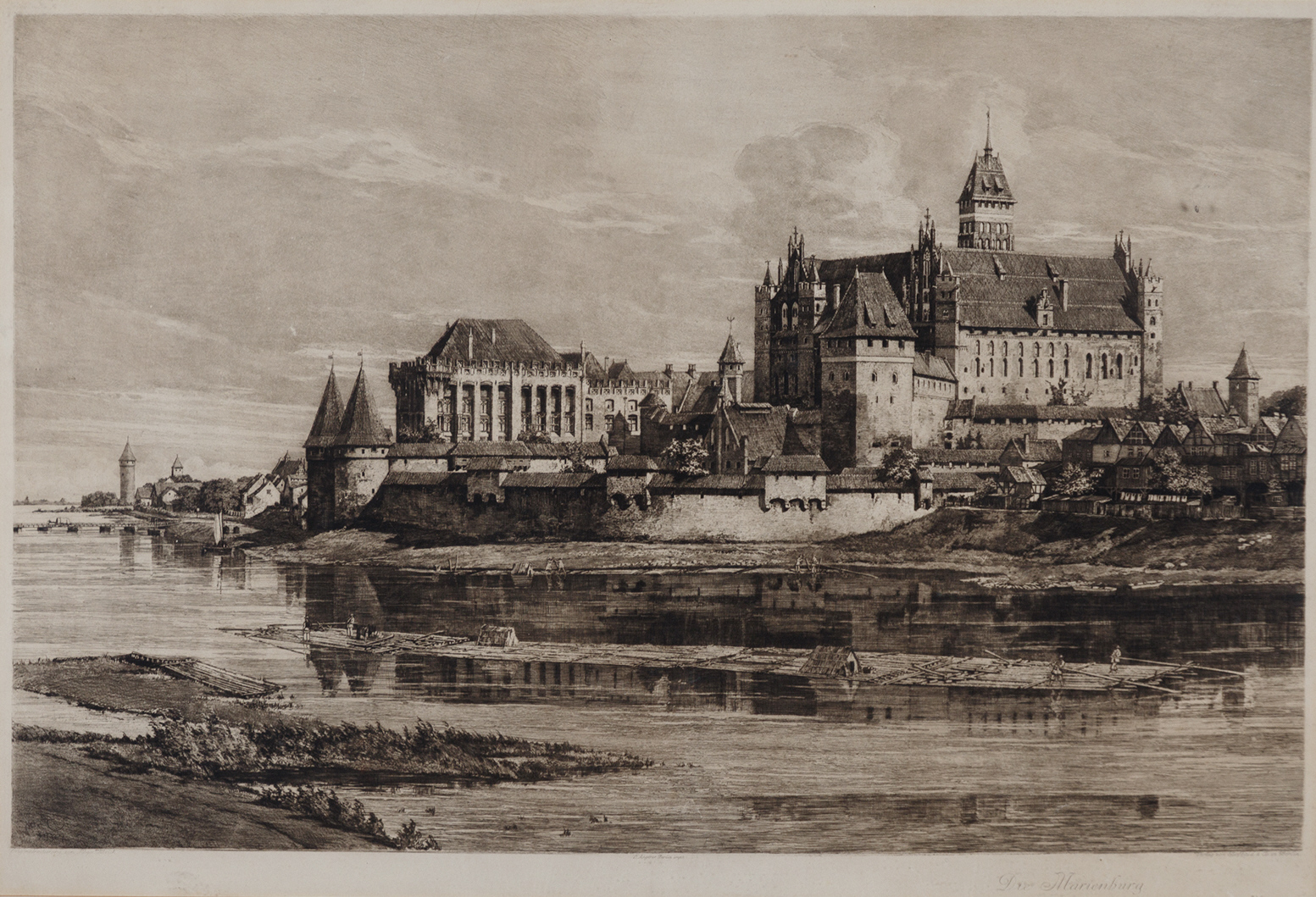
castillo en 1904

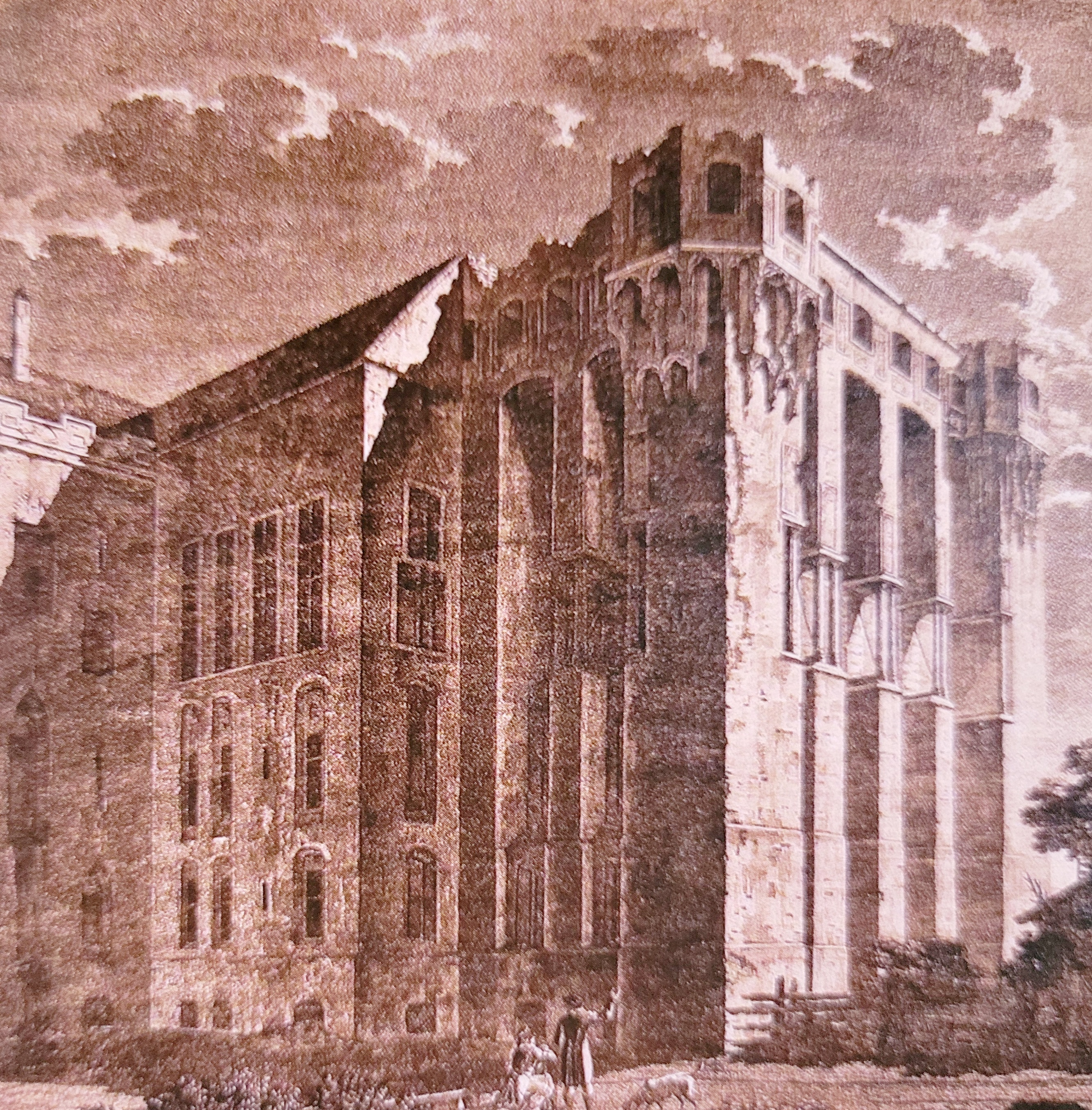
palacio de los grandes maestres 1794

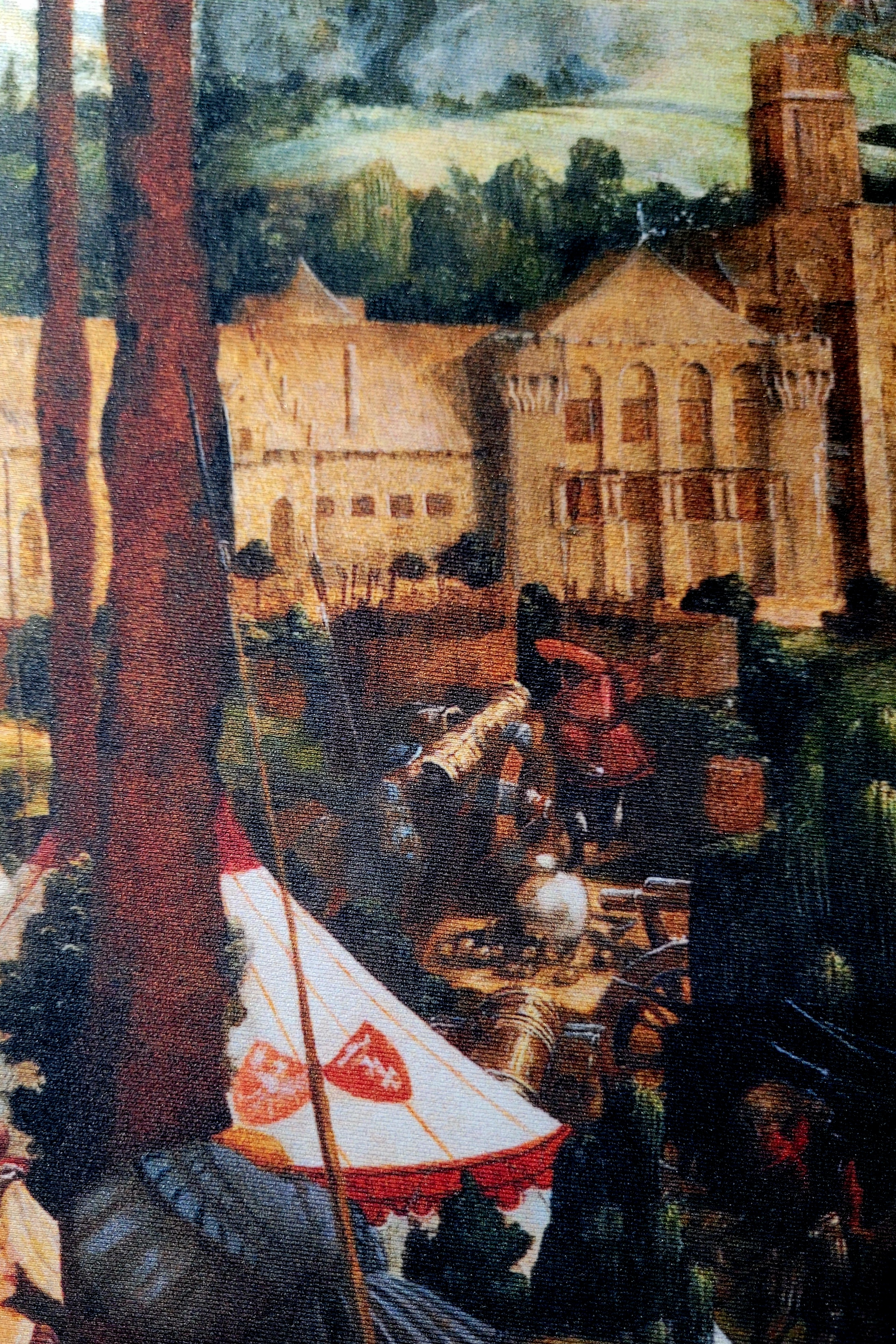
El castillo de Malbork durante el asedio de 1454 en una pintura de 1536 por Martin Schoninck.

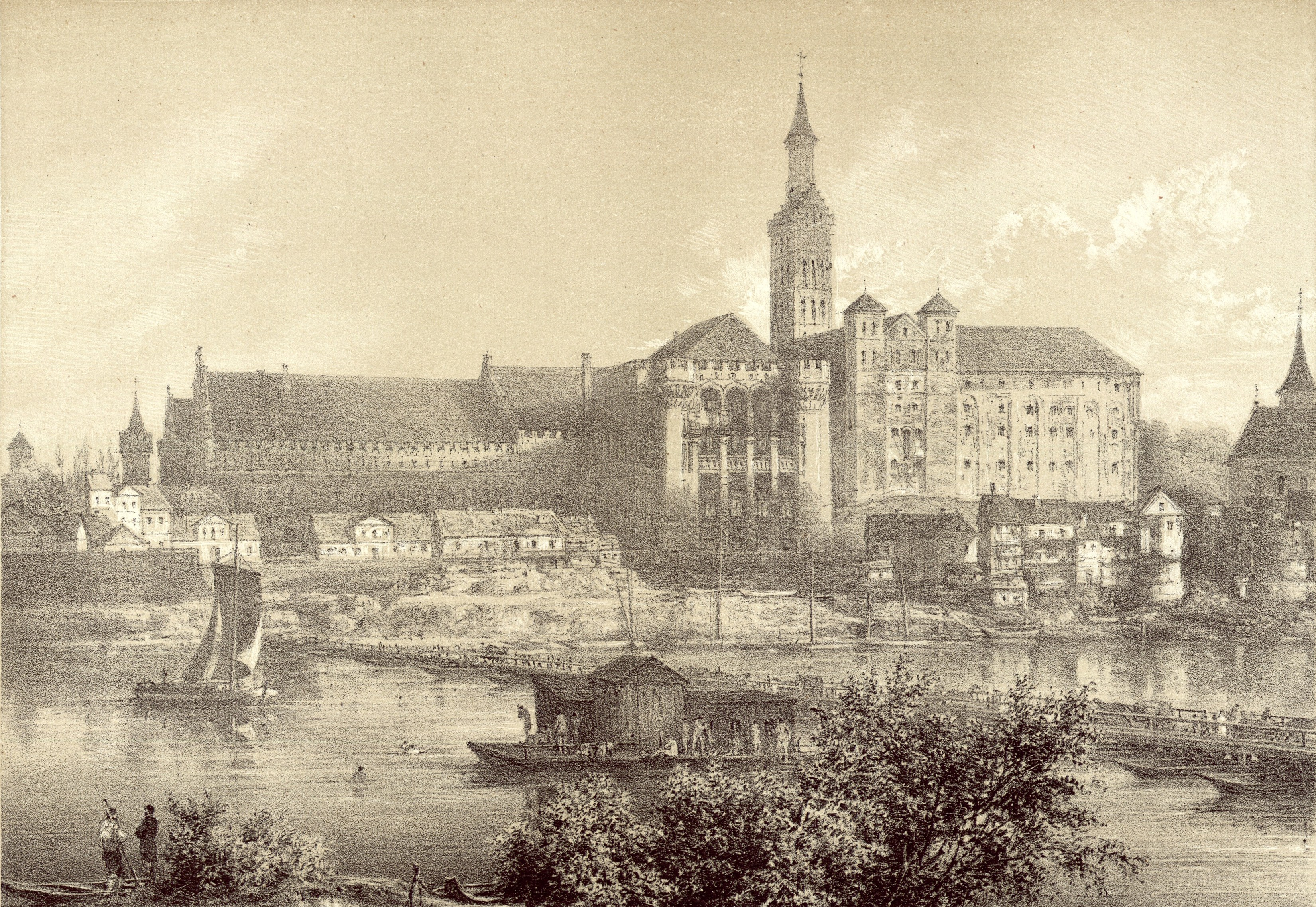
castillo en 1880

El castillo de Malbork está situado en la margen derecha del río Nogat (afluente del Vístula), en Polonia. Fue fundado por la Orden de los Caballeros Teutónicos en 1274 con el nombre de su patrona, la Virgen María. Fortaleza de ladrillo que encierra tres castillos fortificados y que fue construida en el siglo XIII por los Caballeros Teutónicos ,ellos comenzaron a construir el castillo alrededor de 1274, tras haber ayudado a proteger la zona de los guerreros prusianos paganos. Planificado a gran escala, Malbork se amplió aún más cuando el castillo y su asentamiento se convirtieron en un estado monástico soberano. Una campaña pública dio lugar a las labores de restauración, que comenzaron en 1816 y continuaron hasta la Segunda Guerra Mundial. Es un ejemplo excepcional de castillo medieval de ladrillo, posteriormente cayó en ruinas, pero fue meticulosamente restaurado en los siglos XIX y principios del XX. Tras los graves daños sufridos durante la Segunda Guerra Mundial, fue restaurado de nuevo, utilizando la detallada documentación preparada por restauradores anteriores. Es descrito como un castillo-convento que  encarna el drama del cristianismo medieval tardío, desde la segunda mitad del siglo XVIII, el Castillo de Malbork ha sido una de las principales fuentes de fascinación por la historia medieval europea y sus vestigios materiales. Desde el siglo XIX hasta la actualidad, el Castillo de Malbork ha sido objeto de restauraciones que han contribuido de forma excepcional al desarrollo de la investigación, la teoría y la práctica de la conservación en esta parte del mundo. Muchos de los métodos empleados por sus constructores para abordar los problemas técnicos y artísticos influyeron enormemente no solo en los castillos posteriores de la Orden Teutónica, sino también en otras construcciones góticas de una amplia región del noreste de Europa. El castillo es caracterizado por un diseño tripartito que comprende el Castillo Alto, el Castillo Medio y el Patio Exterior, cada uno claramente delimitado y al mismo tiempo integralmente interconectado. En cuanto a su autenticidad general del Castillo de la Orden Teutónica en Malbork en su forma actual es muy alta, especialmente en lo que respecta a su ubicación y entorno, formas y diseños, y materiales, ejemplos clave de los métodos de conservación de finales del siglo XIX incluyen los interiores del Castillo Alto: la Sala Capitular (con su techo abovedado, reconstruido con precisión y en el que se han integrado impecablemente detalles medievales), la capilla sepulcral de los Grandes Maestres, la cocina, los aposentos de los dignatarios, los dormitorios, el refectorio y la sala común. Las proezas de conservación de principios del siglo XX se demuestran principalmente en los edificios del Castillo Medio: la capilla de Santa Catalina, la capilla de San Bartolomé, los aposentos del Gran Comendador y la enfermería, así como en partes del Patio Exterior, como la capilla de San Lorenzo, las torres del Baluarte de Plauen y la Puerta Nueva.
El castillo es la fortaleza gótica de ladrillos más grande de Europa y se erigió para ser la sede de la Orden Teutónica en el siglo XIV. La favorable posición del castillo a orillas del río Nogat y el terreno relativamente llano que le rodea favorecieron el acceso fácil de barcazas y buques de carga. Durante el gobierno de Prusia, la Orden Teutónica cobraba peajes a los barcos que pasaban, al igual que otros castillos a lo largo del río, imponiendo un monopolio en el comercio de ámbar. Cuando la ciudad entró a formar parte de la Liga Hanseática, muchas de las reuniones de la Liga se celebraron en el castillo.
El castillo fue asediado en 1410 (sitio de Mariemburgo) después de la Batalla de Grunwald, pero no fue tomado. Durante la guerra de los Trece Años (1454-1466), el castillo resistió hasta que, finalmente, en 1466 pasó a dominio polaco como parte de la provincia de Prusia Real.
A principios del siglo XVII, algunas estancias del Palacio de los grandes maestres se convirtieron en aposentos reales en el castillo medio. Las guerras suecas en la guerra de los treinta años no causaron daños importantes a la fortaleza. Sin embargo, el incendio accidental de los tejados del castillo alto en mayo de 1644 causó graves daños. Los claustros medievales también fueron destruidos en esa época. Se reconstruyeron pronto, pero con un estilo barroco que después tras las restauraciones volvieron a un estilo gótico original, bajo el dominio de prusia el rey Federico Guillermo III emitió una orden oficial recomendando la conversión del Castillo Alto en almacenes militares. Las obras, iniciadas en 1801, transformaron por completo la forma exterior del edificio. Todas las ventanas medievales (excepto la de la iglesia) se tapiaron con ladrillos y otras se excavaron, adaptándose a las nuevas divisiones interiores.
Inmediatamente después de la retirada del ejército napoleónico de la ciudad, comenzaron los proyectos para la reconstrucción del complejo. En 1816, se creó la Junta para la Reconstrucción del Castillo de Malbork (Schloßbauverwaltung Marienburg). Las obras se iniciaron un año después con la reconstrucción parcial de la fachada oriental del Palacio del Gran Maestre. Durante ellas, se demolieron la escalera del siglo XVII y la capilla de Santa Catalina. Entre 1819 y 1850, el arquitecto e ingeniero August Gersdorff dirigió las obras. Bajo su dirección, y con la ayuda de figuras como el conocido pintor y arquitecto Friedrich von Schinkel, el historiador Johannes Voigt y el pastor de malbork y entusiasta de la historia de la Orden Ludwig Haebler, se reconstruyó la parte occidental del Castillo Medio. En el castillo alto, las obras se limitaron a la reubicación de los tejados y a la construcción de un nuevo remate neogótico de la torre principal en 1842. Una medida que despertó considerable controversia entre los historiadores del arte de la época fue la construcción en 1850 de un nuevo hastial sobre la Gran Komturia (donde estaba el Gran Komtur) en el Castillo Central. En 1881, el gobierno decidió iniciar la reconstrucción de la iglesia de la Santísima Virgen María en el castillo alto. Para 1900, se finalizaron las obras principales del castillo alto. Se reconstruyeron aquí varios de los interiores: la iglesia de la Santísima Virgen María, la capilla de Santa Ana, la Sala Capitular, la Cocina, el Comedor y la Sala Común del Convento.

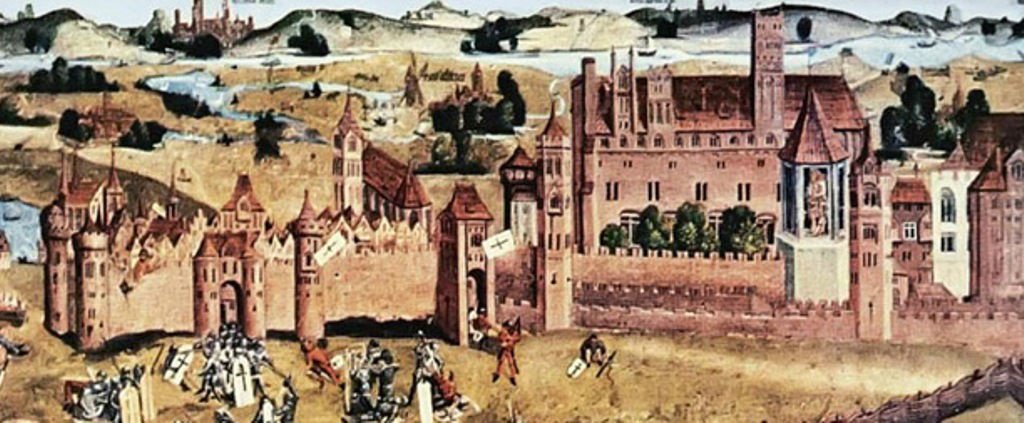
una pintura contemporánea de Krzysztof Izdebski, una recreación de un lienzo perdido.

Antes de la Primera Partición de Polonia de 1772, Malbork se utilizó como una de las residencias de los Reyes de Polonia. Como parte de Prusia, pasó a tener un uso militar. El emperador Guillermo II de Alemania construyó la Academia Naval Mürwik en el año 1910. Su modelo fue el castillo de Mariemburgo. El castillo estaba en proceso de restauración cuando estalló la Segunda Guerra Mundial. En 1945, la mitad del castillo de Malbork estaba en ruinas como resultado de la contienda. Desde entonces se han llevado extensas labores de restauración, que se han prolongado hasta 2016 cuando concluyó la renovación de la catedral, restaurada totalmente antes de la guerra y destruida durante ella.

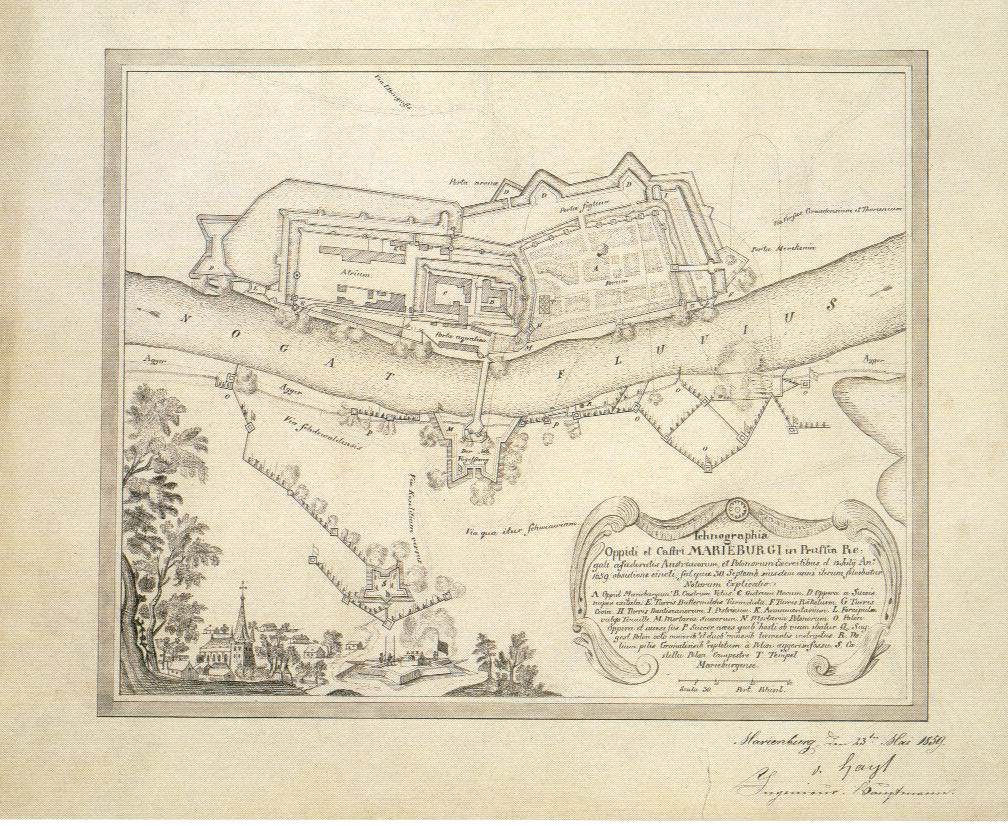
plano de 1659

Malbork está formado por tres secciones diferentes: el castillo alto, medio y bajo, separados por fosos y torres. El castillo llegó a albergar 3000 soldados. Las murallas exteriores del castillo rodean una superficie de 210.000 m², cuatro veces más que el castillo de Windsor.
El museo cuenta con un servicio de audio guía, en idioma polaco, alemán, ruso, inglés y español, que explica los 50 puntos más importantes del recorrido. Con la entrada se entrega un mapa del lugar para el recorrido. Hay dos restaurantes con comida típica polaca y varias tiendas de recuerdos en el interior y exterior del museo, además de un estacionamiento. 

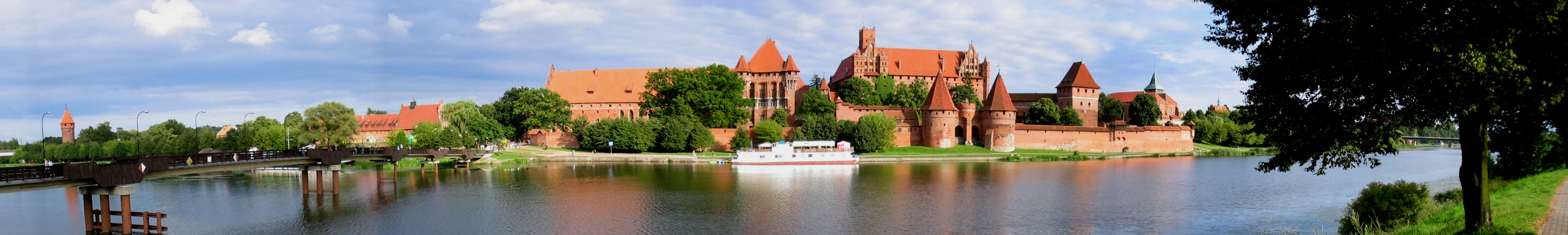
Panorámica del castillo desde el río Nogat.

## Galería

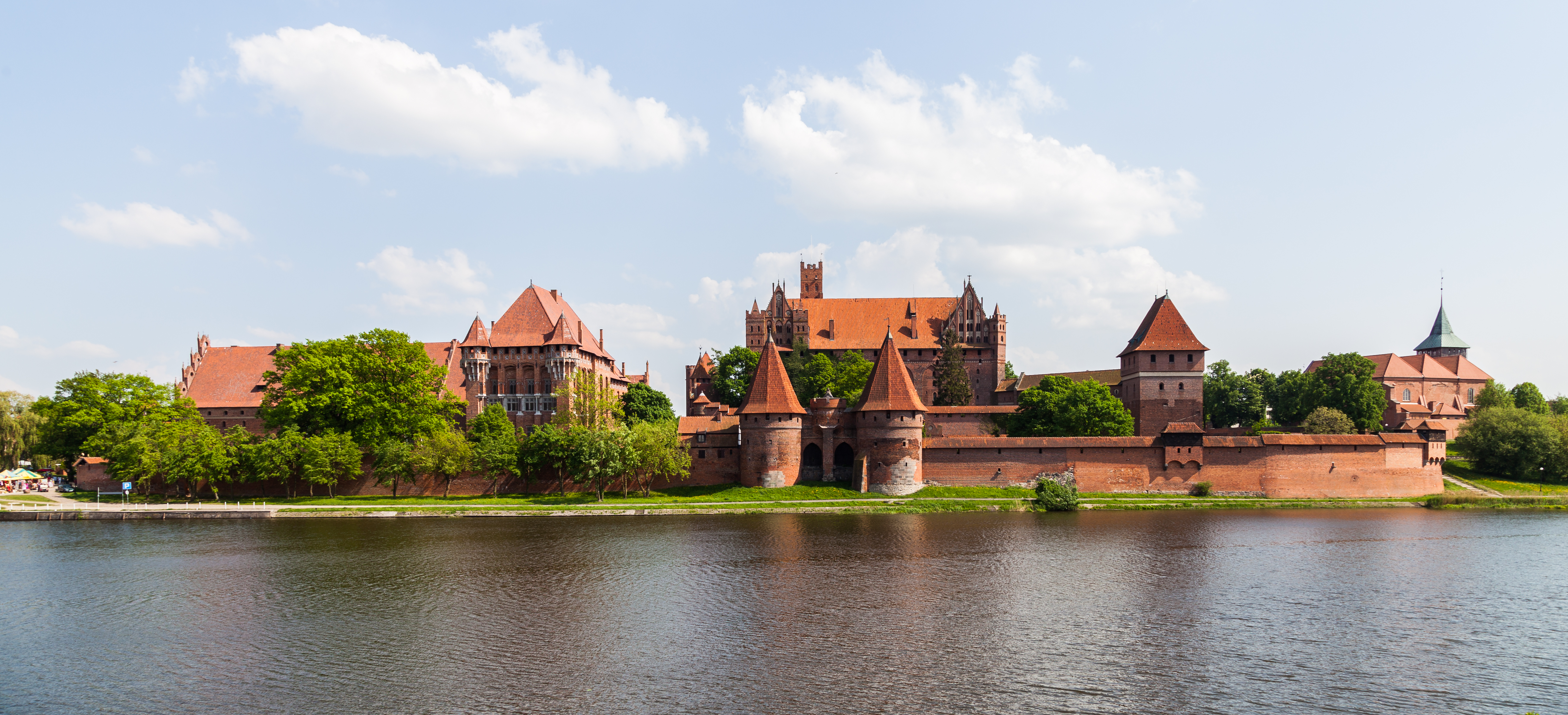
Vista general.
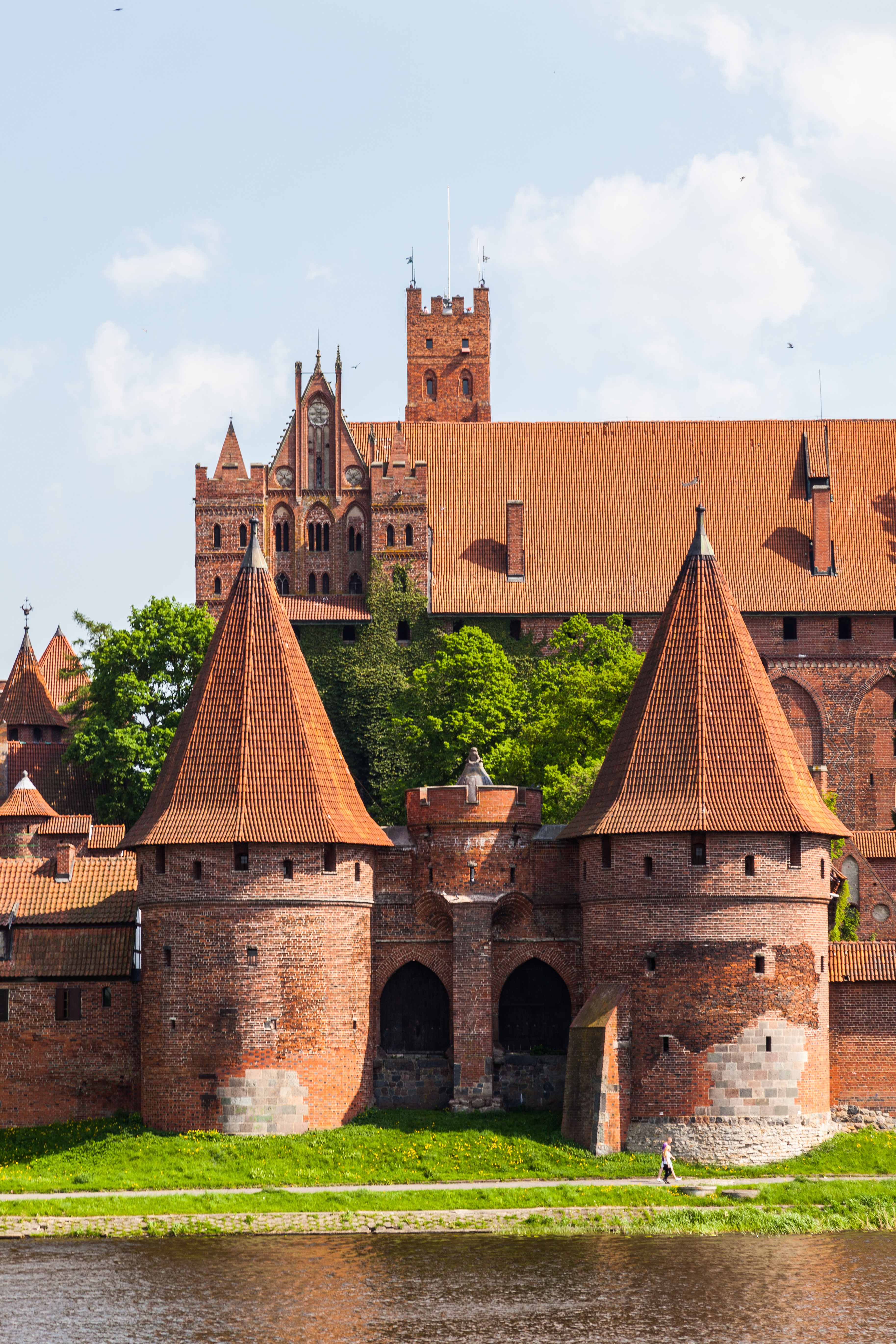
Entrada.
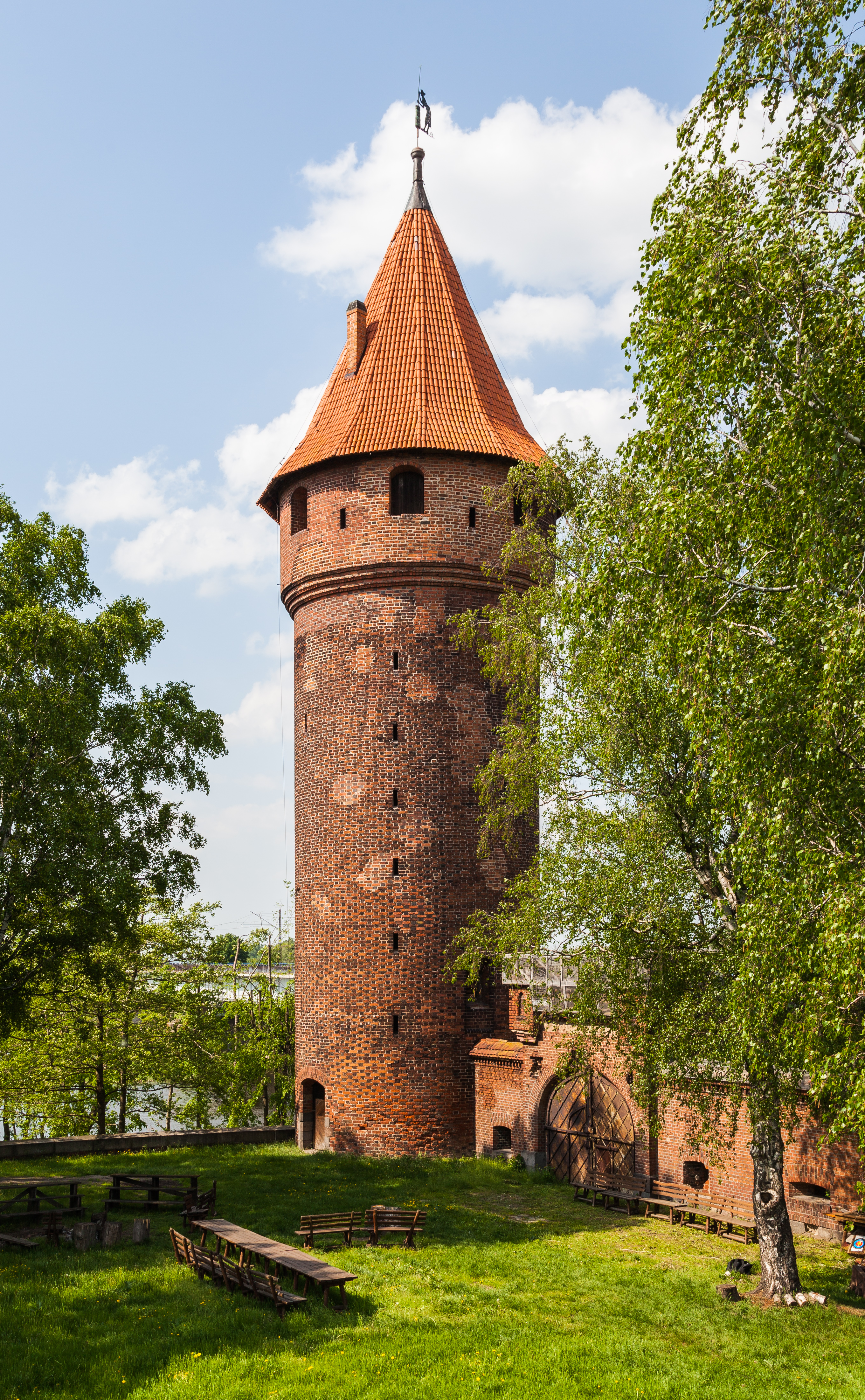
Torreón.
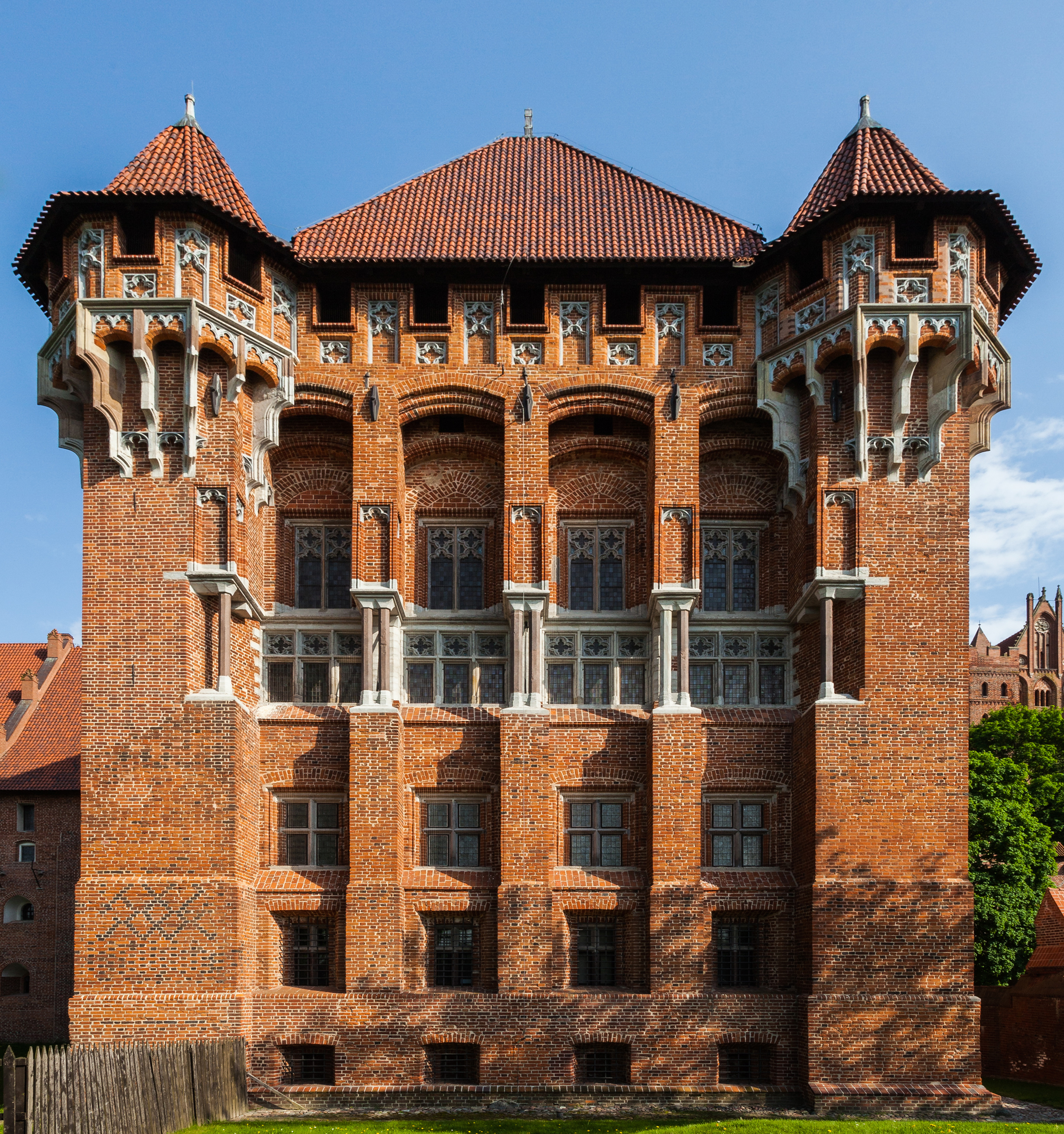
Fachada noroeste del Palacio de los Grandes Maestres
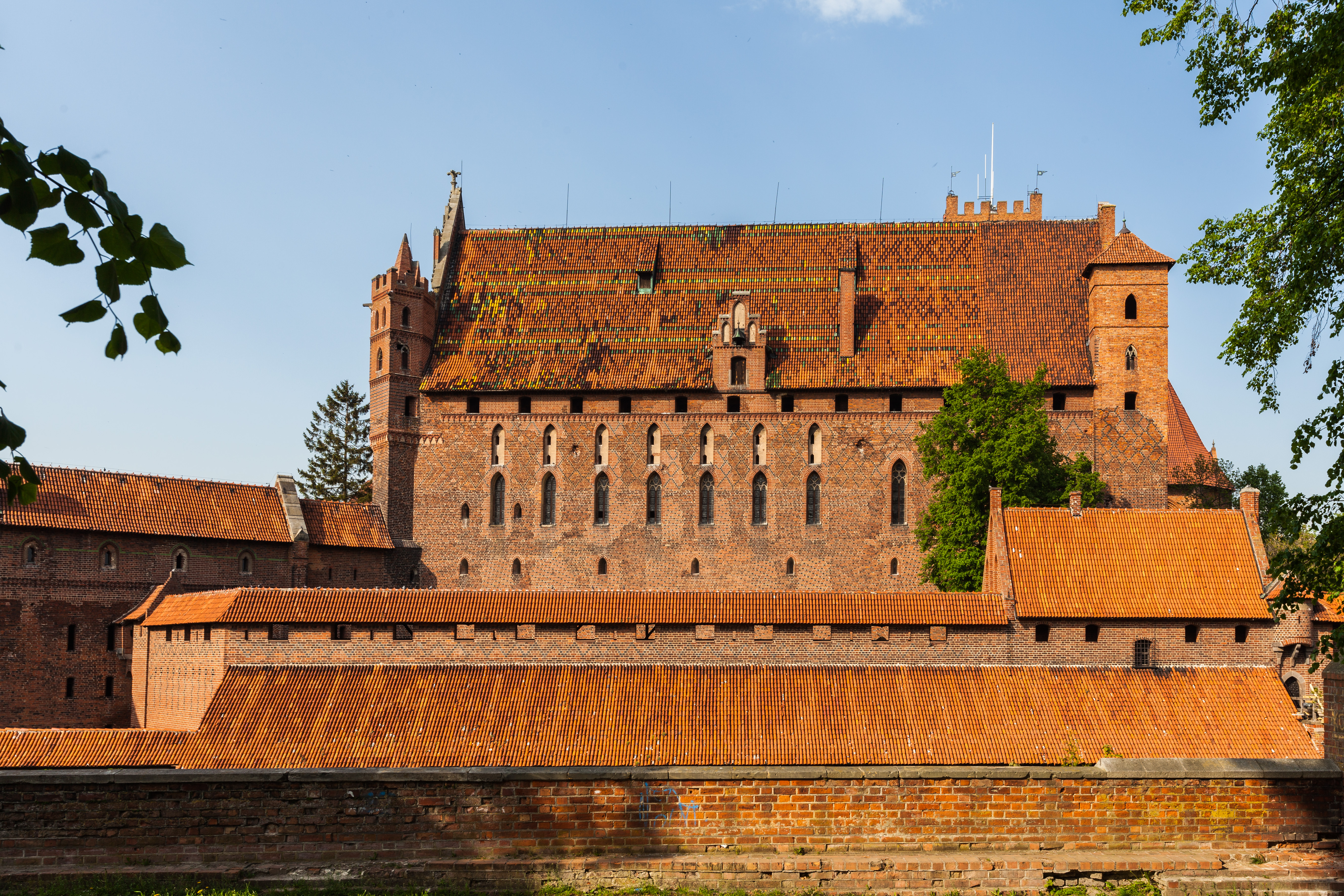
Fachada sur.
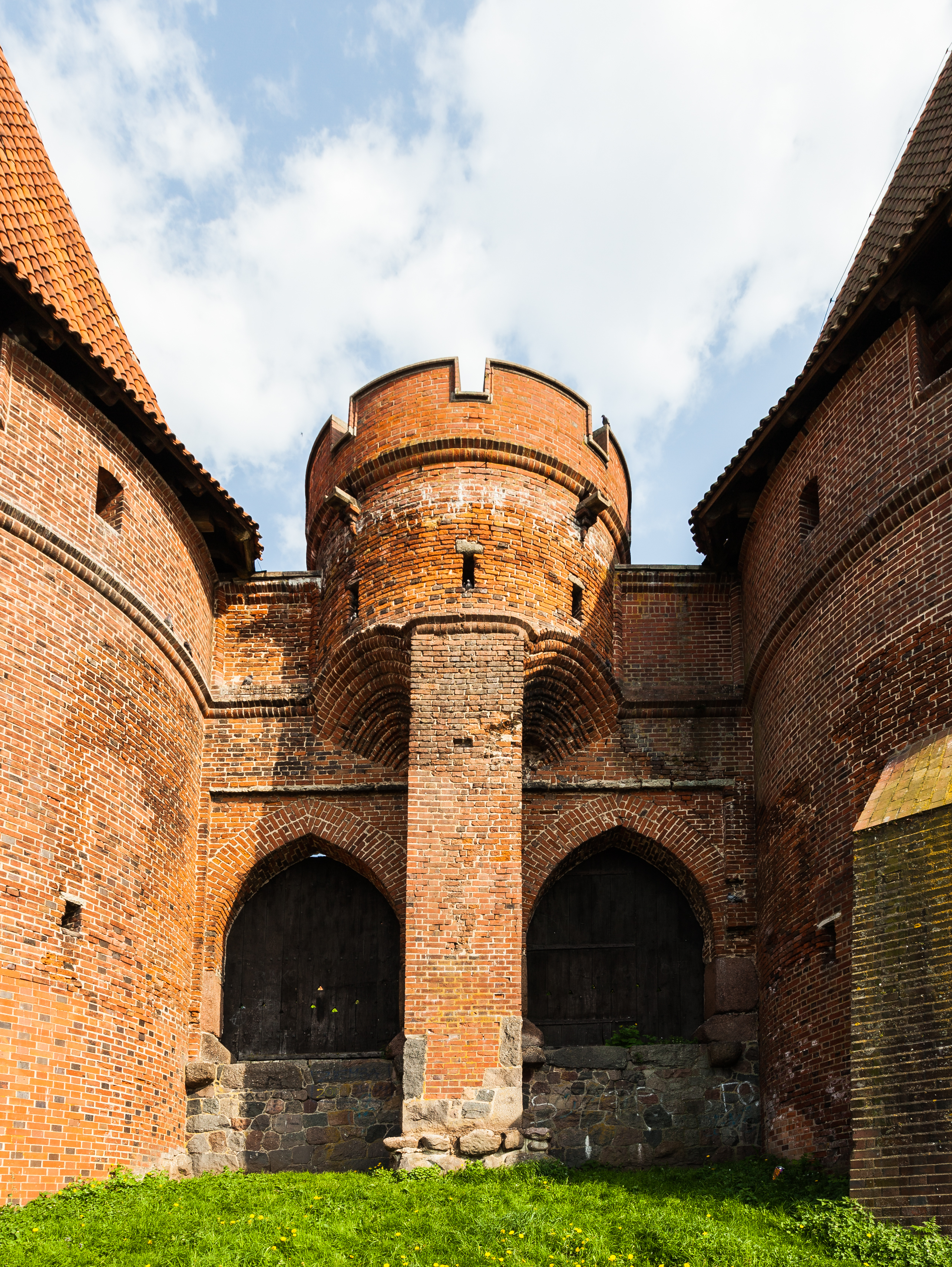
Detalle de la entrada principal.
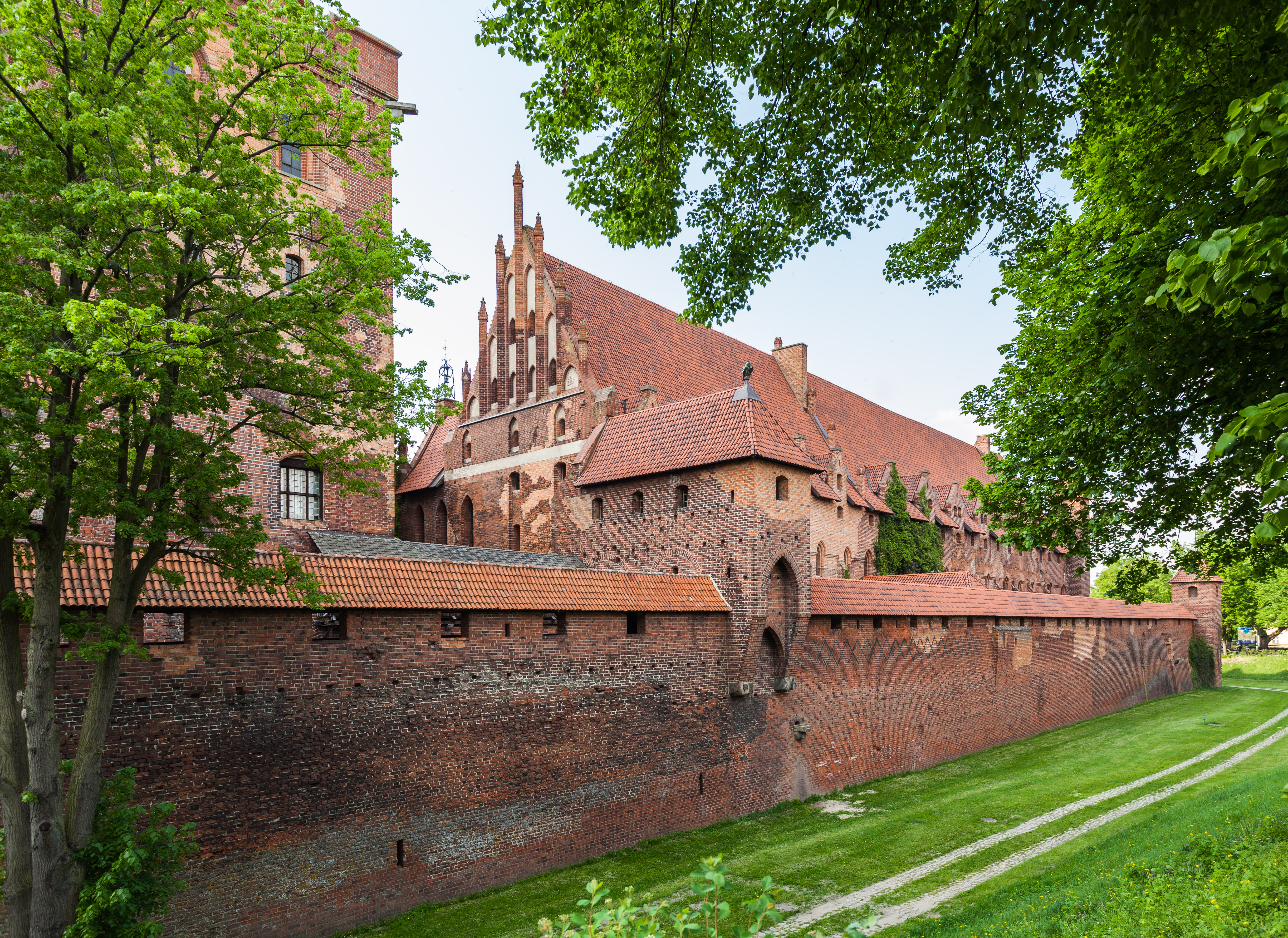
Muralla norte.
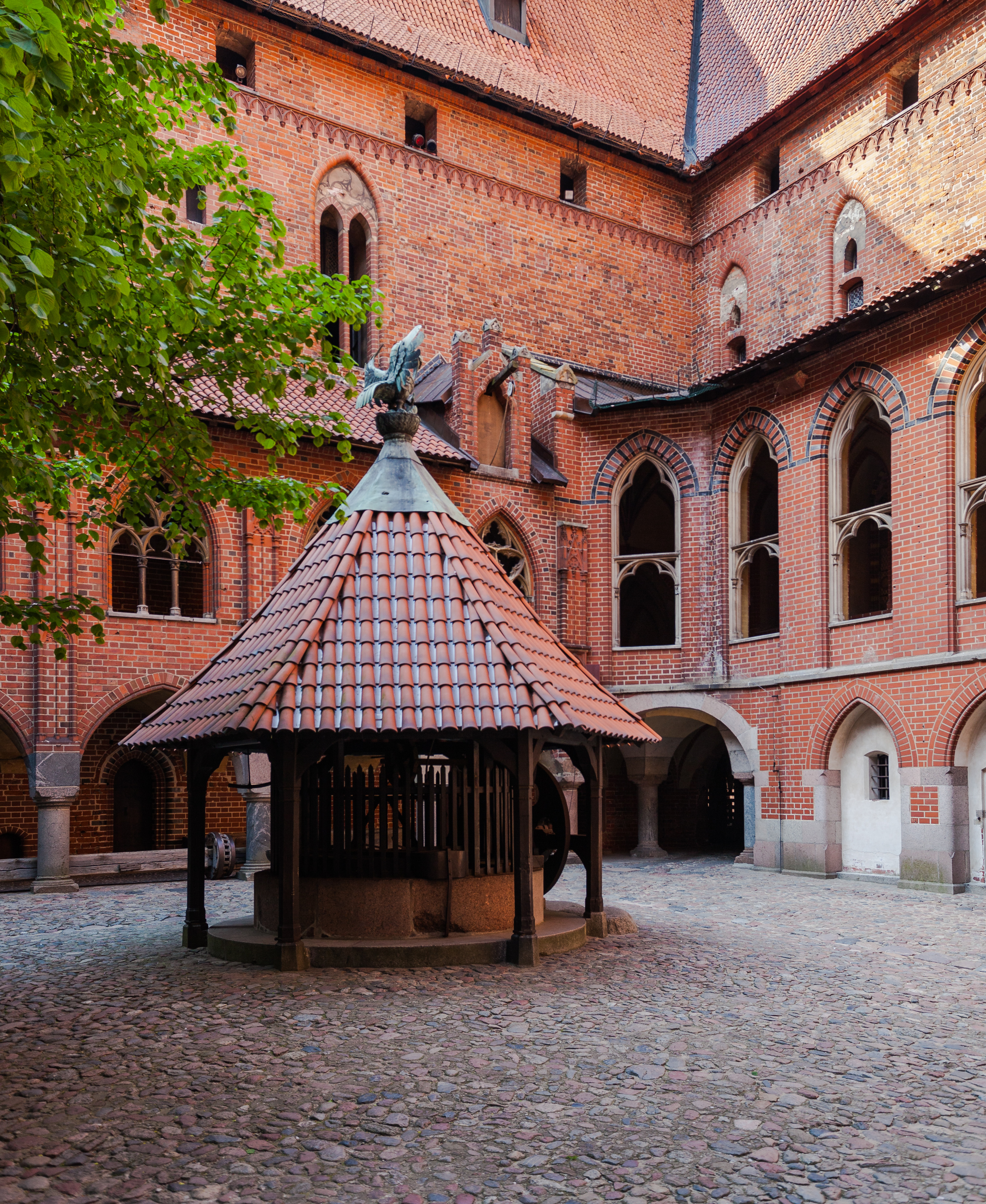
Pozo y patio interior.
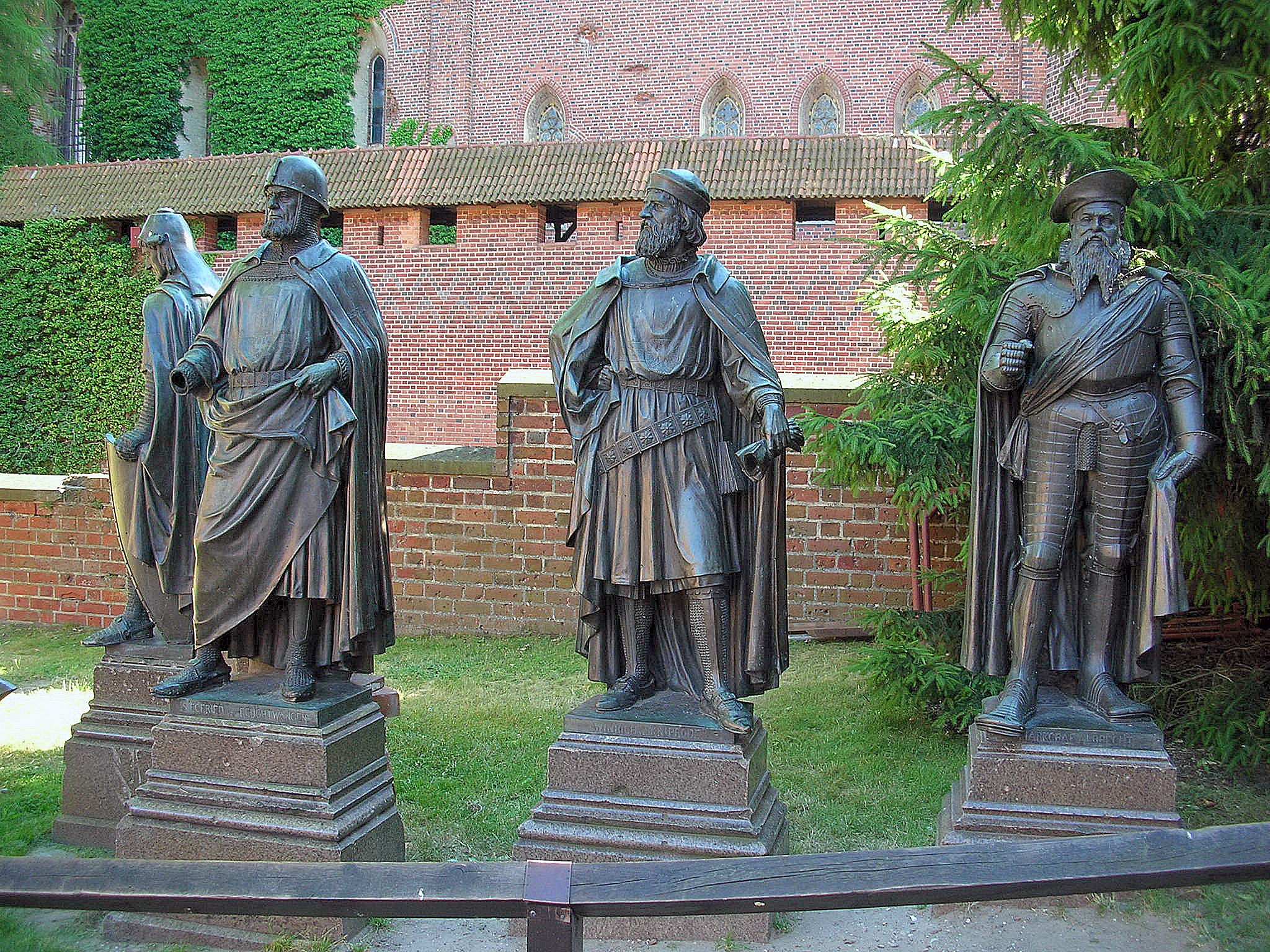
Detalle del patio principal.
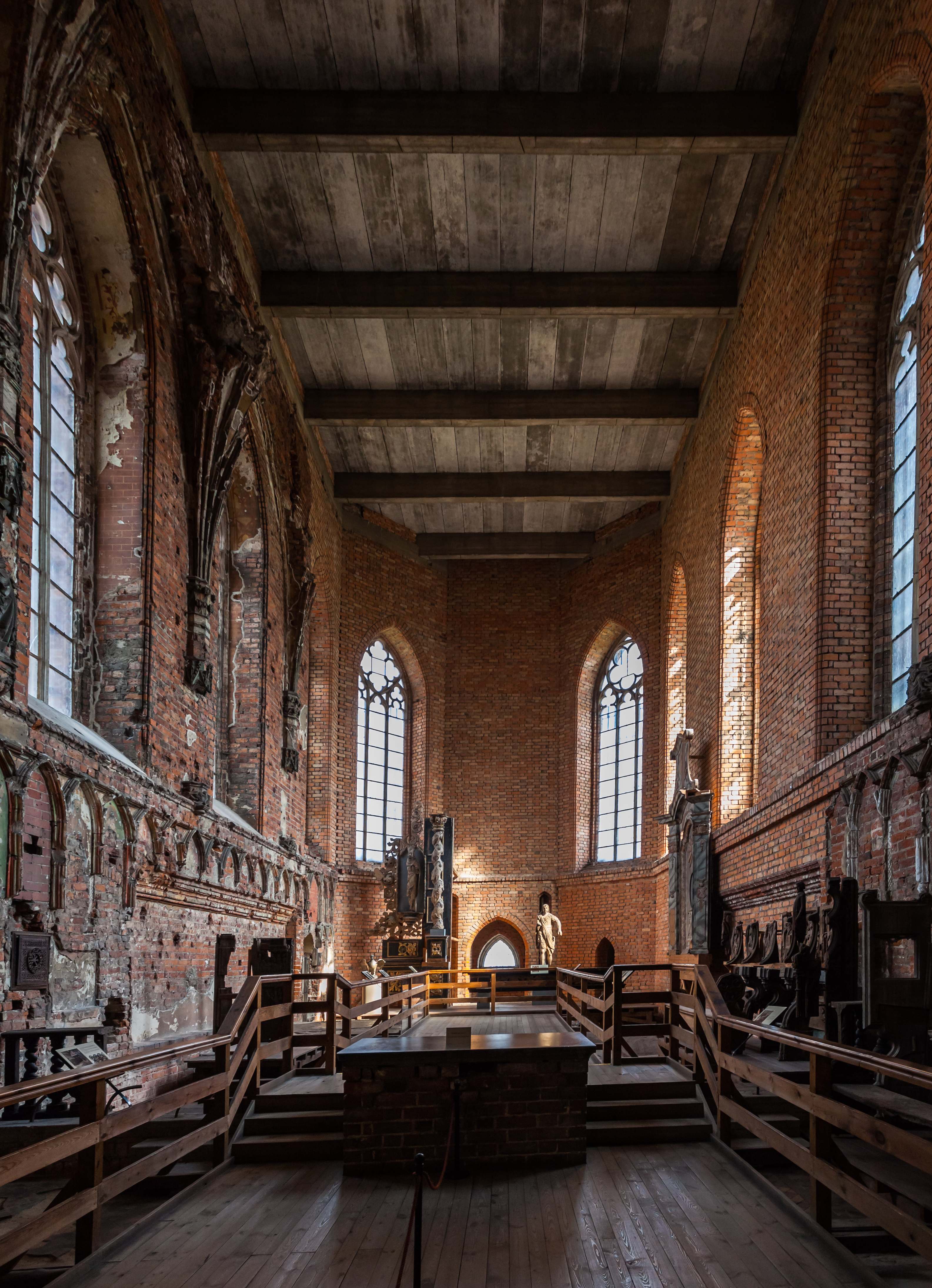
Capilla.
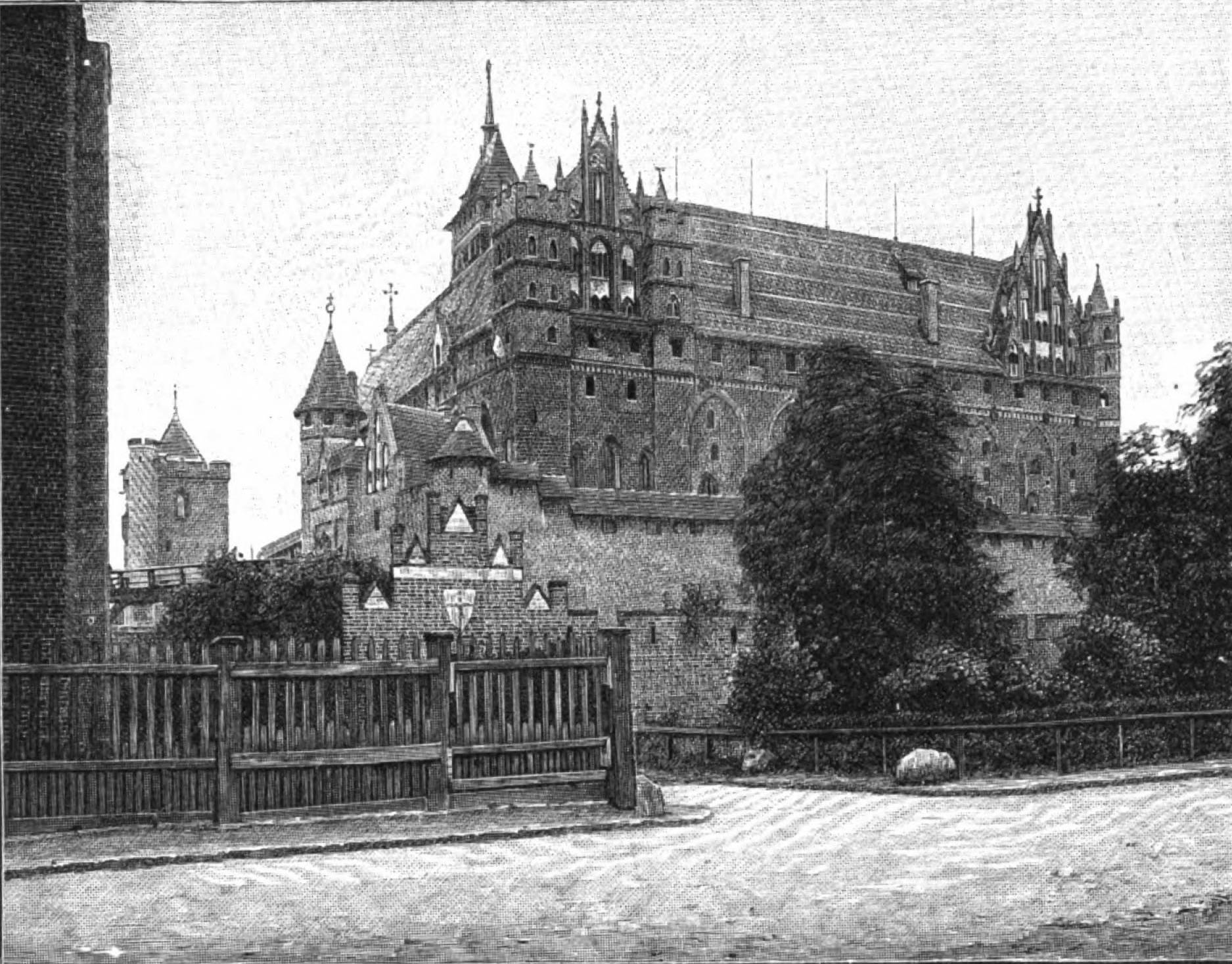
castillo en 1899
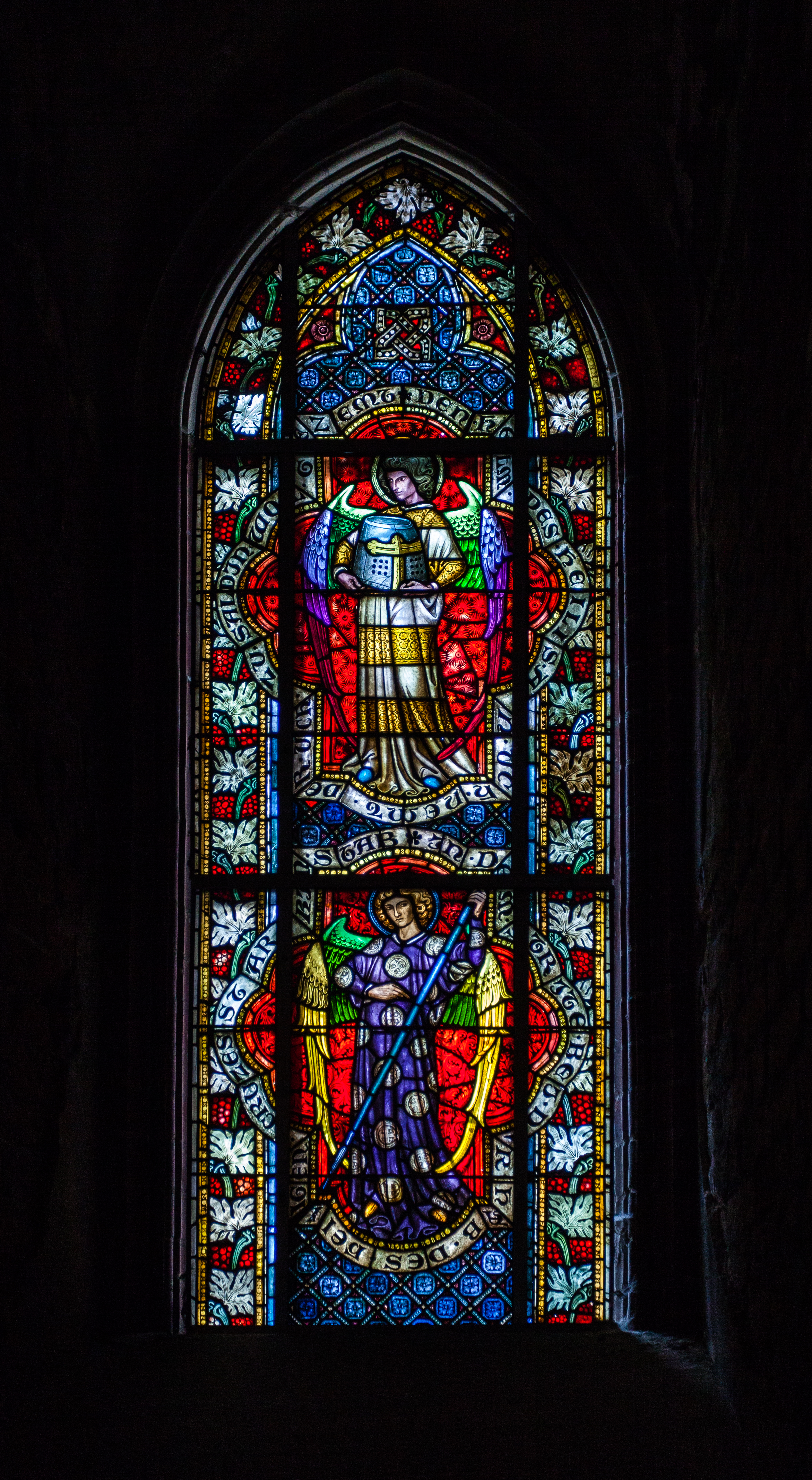
Vidriera de la capilla.
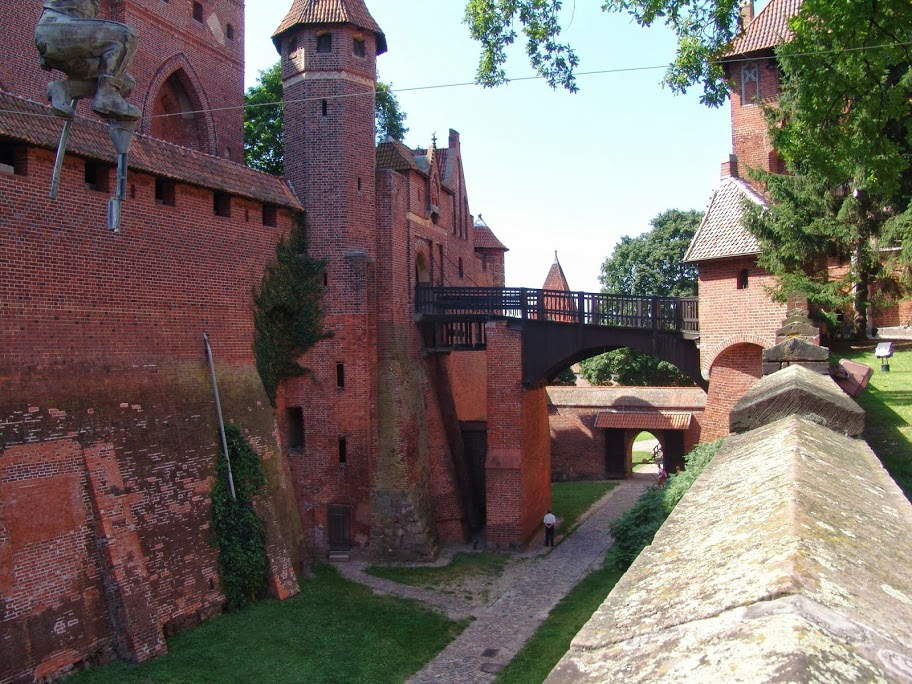
Puente levadizo.
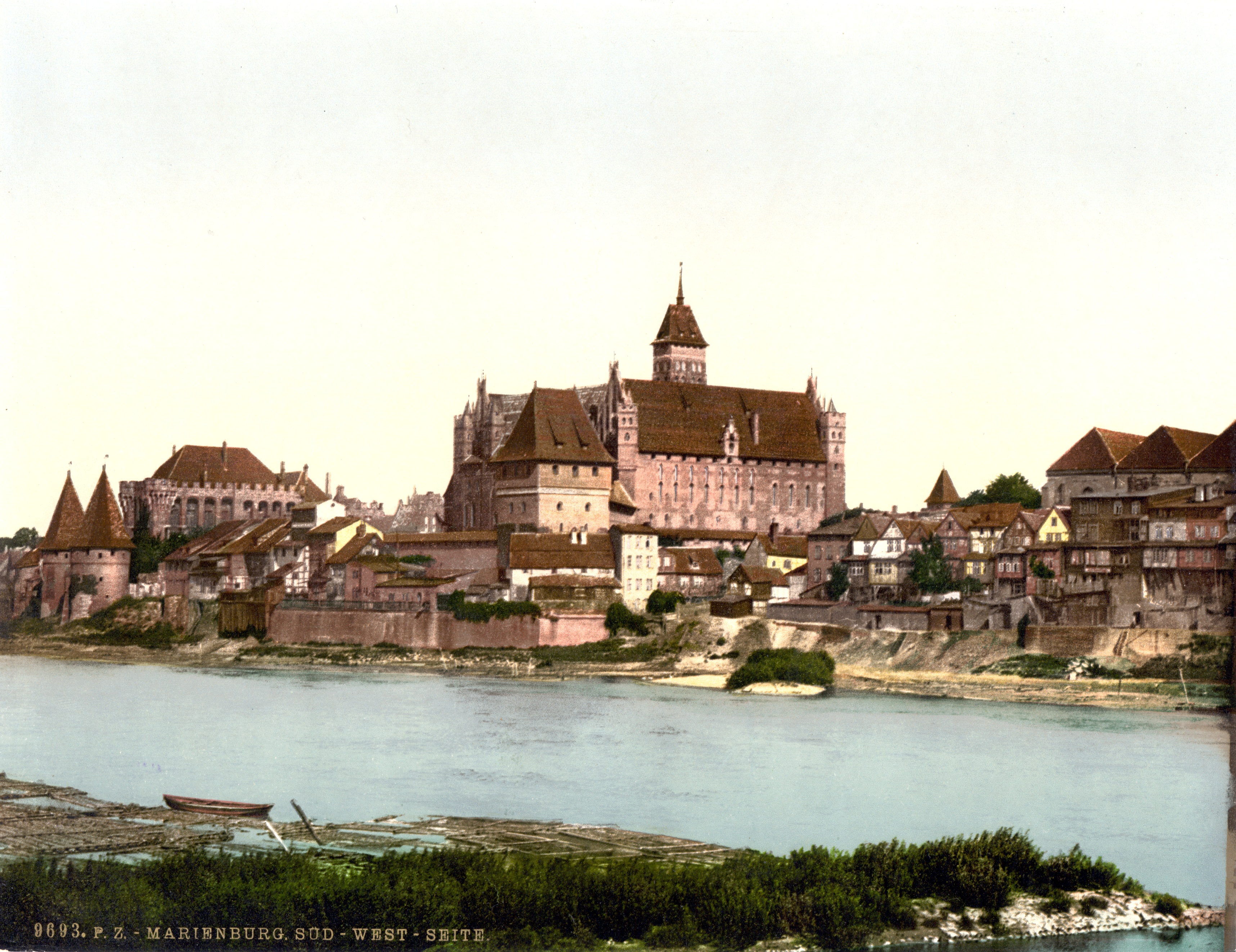
El castillo en 1890-1900, durante el Imperio alemán.
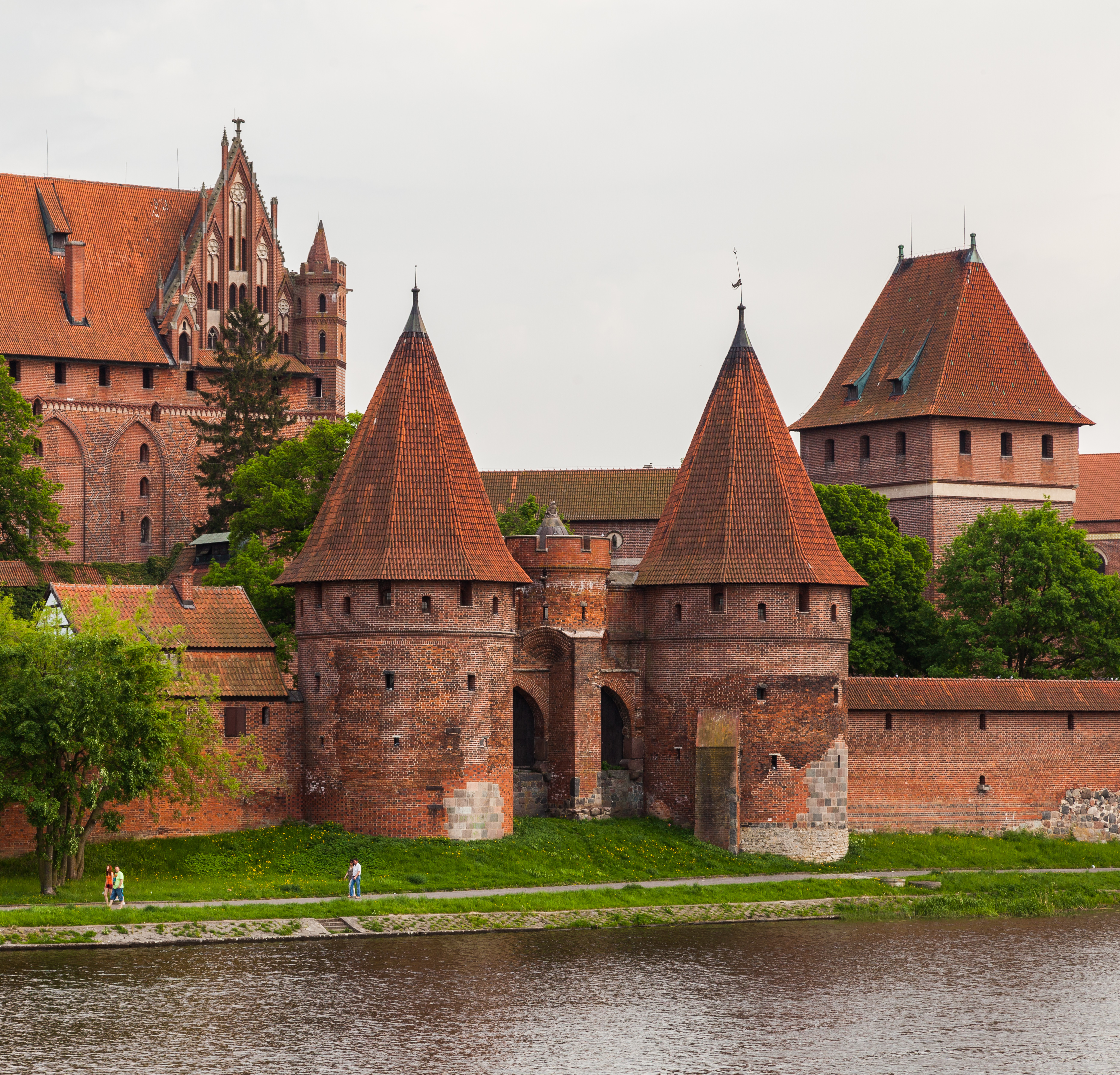
La puerta de entrada al Castillo de Malbork que da al río Nogat.
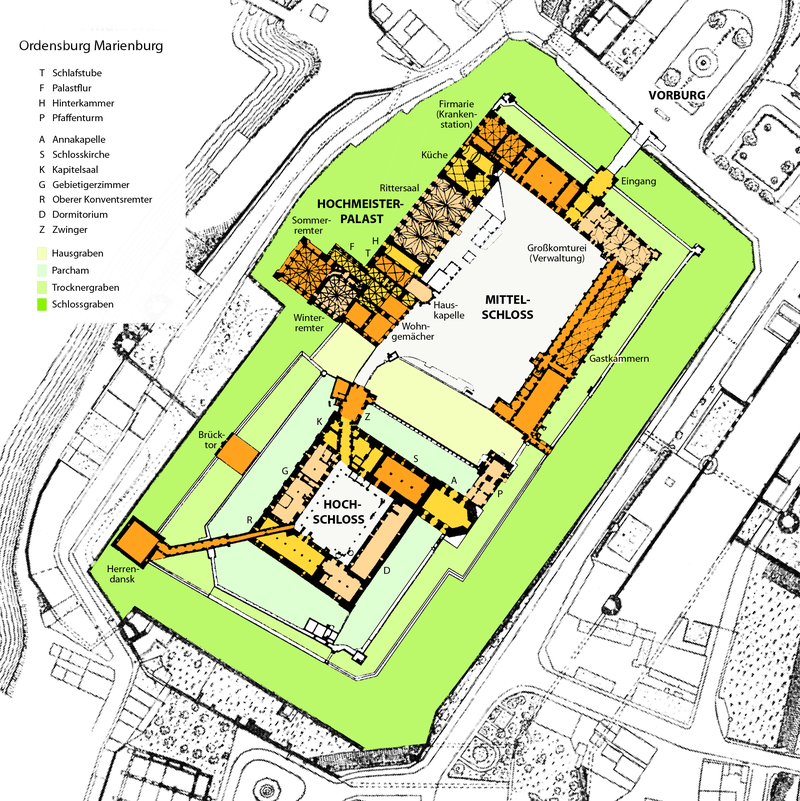
Planta del castillo.